# Association suisse des amis du Jura libre
Die Association suisse des amis du Jura libre (ASAJL, «Schweizerische Vereinigung der Freunde des freien Jura») war eine politische Organisation in der Schweiz. Sie unterhielt enge Beziehungen zum Rassemblement jurassien und vertrat in der Jurafrage jene Sympathisanten der jurassischen Separatisten, die von ausserhalb der historischen Region (des heutigen Kantons Jura und des Berner Jura) stammten.
Gegründet wurde die ASAJL am 9. Dezember 1961 auf Betreiben von Roland Béguelin, dem Generalsekretär des Rassemblement jurassien. Ihre Mitglieder stammten überwiegend aus der intellektuellen und bürgerlichen Schicht der Genferseeregion um Genf und Lausanne und gehörten zu Beginn mehrheitlich auch den Organisationen Société d’Étudiants de Belles-Lettres, Ligue vaudoise und Cercle libéral an. Im Gegensatz zu den anderen, zur selben Zeit vom Rassemblement jurassien gegründeten Bewegungen nahm die ASAJL nur Nicht-Jurassier als Mitglieder auf. Zunächst beschränkten sich ihre Aktivitäten auf Vorträge und Aufrufe, die sich an Akademiker und Angehörige der Oberschicht wandten. Später übersetzte und verbreitete sie auch Schriften der Separatisten. Ebenso veranstaltete sie Aktivitäten im Rahmen der Landesausstellung Expo 64 in Lausanne und übernahm die anwaltliche Verteidigung von Mitgliedern der Front de libération jurassien.
Ende der 1960er Jahre gruppierten sich die ASAJL und die Organisation Association des Jurassiens de l’extérieur um den rechtskonservativen Intellektuellen Gonzague de Reynold. Dies führte zunehmend zu einer Entfremdung gegenüber dem Rassemblement jurassien, der sich politisch allmählich eher Mitte-links verortete. Die mit den Prinzipien des Föderalismus stark verbundene ASAJL konnte den ethnolinguistischen Thesen des Rassemblement jurassien wenig abgewinnen und verlor allmählich an Bedeutung. 1979 unter dem Namen Conféderés Amis du Jura neu gegründet, löste sie sich 1987 schliesslich auf.